# Régiment de Dauphin-Étranger cavalerie
Das Régiment de Dauphin-Étranger cavalerie war ein Regiment der schweren Kavallerie im Königreich Frankreich. Da es überwiegend aus ausländischen Soldaten bestand, war es ein sogenanntes Fremdenregiment und führte die Bezeichnung „Étranger“ im Namen.

## Formationsgeschichte
- 12. März 1674: Aufstellung des Régiment de Dauphin-Étranger cavalerie
- 1. Dezember 1761: Ausgemustert und in das Régiment Dauphin cavalerie eingegliedert

### Mestres de camp-lieutenants
Das Regiment wurde vom Mestre de camp-lieutenant (auch Mestre de camp en second bezeichnet) kommandiert, da der eigentliche Mestre de camp der Dauphin von Frankreich war, der für solche Aufgaben nicht zur Verfügung stand.
- 12. März 1674: Joseph de Pons de Guimera, marquis de Montclar
- 13. November 1691: Raymond Balthasar de Phélipeaux
- 1696: Comte de Carcado
- 1706: Marquis de Matignon
- 31. August 1719: Louis Gabriel Bazin, marquis de Bezons
- 24. Februar 1738: Marquis de Polignac
- 9. August 1742: Louis Armand de Seiglière, marquis de Soyecourt
- 1759: Marquis de Vibraye

### Standarten und Uniformen
Das Regiment führte Standarten aus blauer Seide.

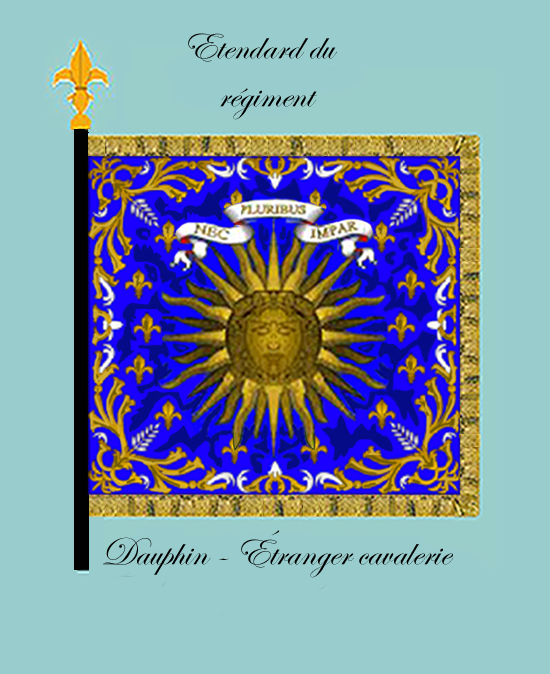
Vorderseite
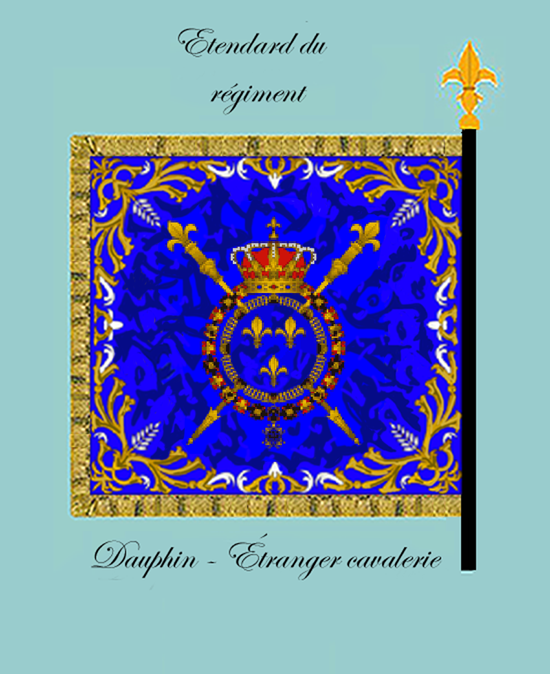
Rückseite
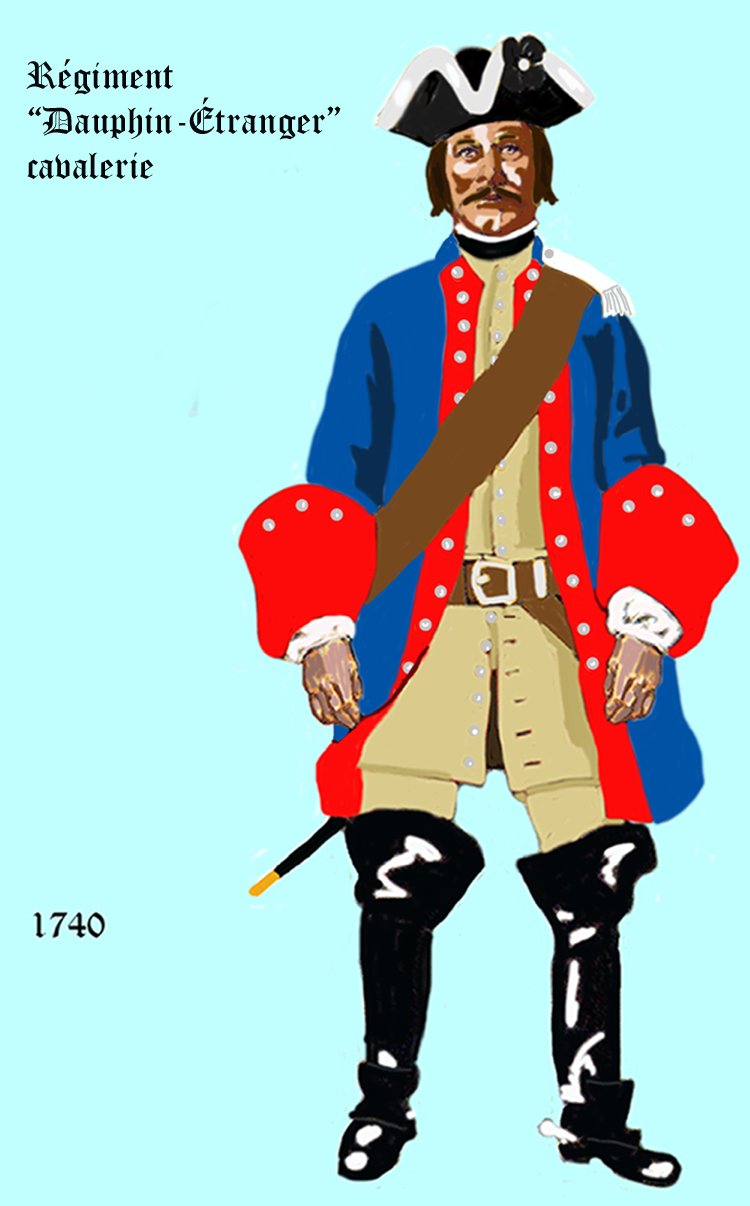
Régiment de Dauphin-Étranger cavalerie de 1740 –  1757
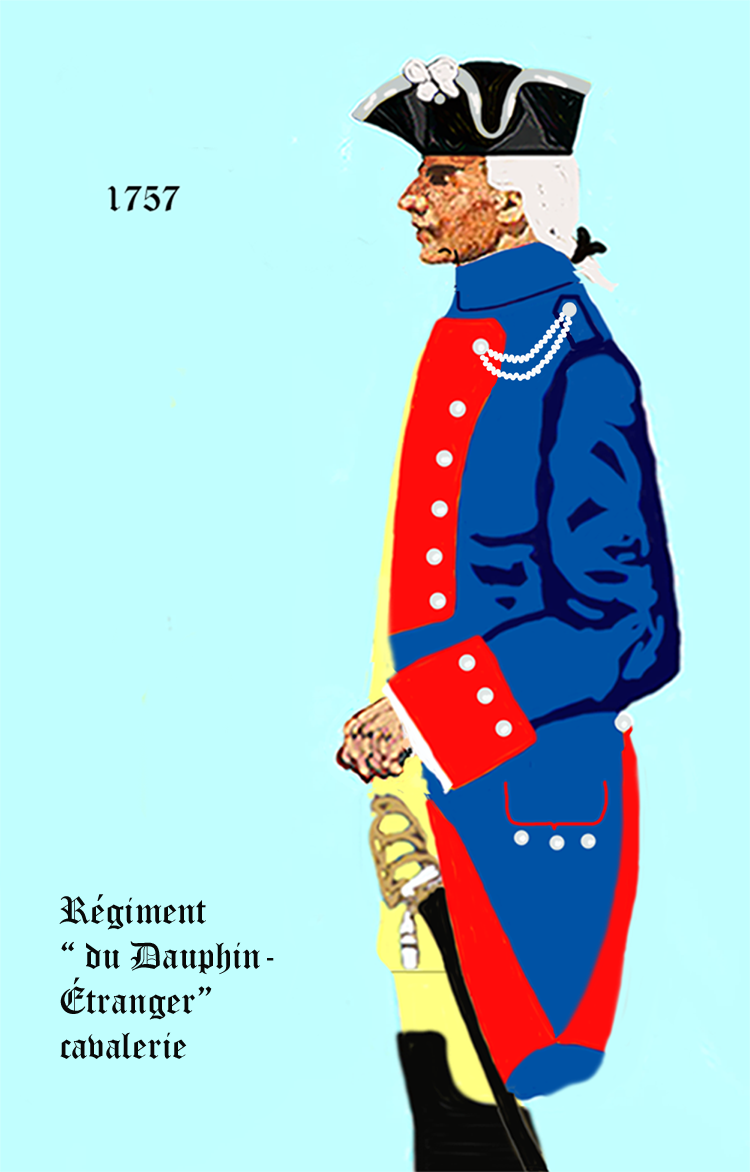
Régiment de Dauphin-Étranger cavalerie de 1757–1762

## Gefechtskalender
Die Aufstellung des Regiments erfolgte im Jahre 1674 aus einzelnen Kompanien, die 1688 nach dem Vertrag von Aachen und dem Ende des Devolutionskrieges überzählig aber nicht entlassen worden waren.

### Polnischer Thronfolgekrieg
- 1734 und 1735: Einsätze mit der Armée du Rhin (Rheinarmee) in Deutschland

### Österreichischer Erbfolgekrieg
- 1742: Einsatz in Bayern
- 1743: im Elsaß
- 1744: Garnison in Zabern
- 1745: Mit der Armee am Rhein
- 1746 bis 1748: Feldzüge in Flandern

### Siebenjähriger Krieg
Zu Beginn des Siebenjährigen Krieges bestand das Regiment nur noch aus zwei Kompanien und nahm an den Feldzügen in Deutschland teil. Es stand am 1. August 1757 an der Weser. Im gleichen Jahr nahm es Winterquartier in Brilon.
Mit der Reorganisation der französischen Kavallerie des Jahres 1761 wurde das Regiment am 1. Dezember abgedankt und die verbliebenen Reiter in das Régiment de Dauphin-cavalerie eingegliedert.